# Lorenzago di Cadore
Lorenzago di Cadore (velenceiül Łorensago) település Olaszországban, Veneto régióban, Belluno megyében. Lakosainak száma 568 fő (2023. január 1.). Lorenzago di Cadore Domegge di Cadore, Lozzo di Cadore, Forni di Sopra és Vigo di Cadore községekkel határos.

## Népesség
A település lakossága az elmúlt években az alábbi módon változott:
| Lakosok száma | 558  | 554  | 568  |
|               | 2017 | 2018 | 2023 |